# Castel San Pietro
Castel San Pietro is een gemeente en plaats in het Zwitserse kanton Ticino, en maakt deel uit van het district Mendrisio.
Castel San Pietro telt 2028 inwoners.